# Цагакшино
Цага́кшино (рос. Цагакшино) — село у складі Тунгокоченського району Забайкальського краю, Росія. Входить до складу Нижньостанського сільського поселення.

## Населення
Населення — 15 осіб (2010; 9 у 2002).
Національний склад (станом на 2002 рік):
- росіяни — 100 %